# Erionomus studti
Erionomus studti es una especie de coleóptero de la familia Passalidae.

## Distribución geográfica
Habita en el Golfo de Guinea  (África).